# Complejo Cultural de la República
El Complejo Cultural de la República João Herculino es un centro cultural ubicado en la Explanada de los Ministerios del Eje Monumental de Brasilia, Brasil. Es el principal centro cultural de Brasilia. Fue inaugurado el 15 de diciembre de 2006, día del aniversario de su diseñador, Oscar Niemeyer.

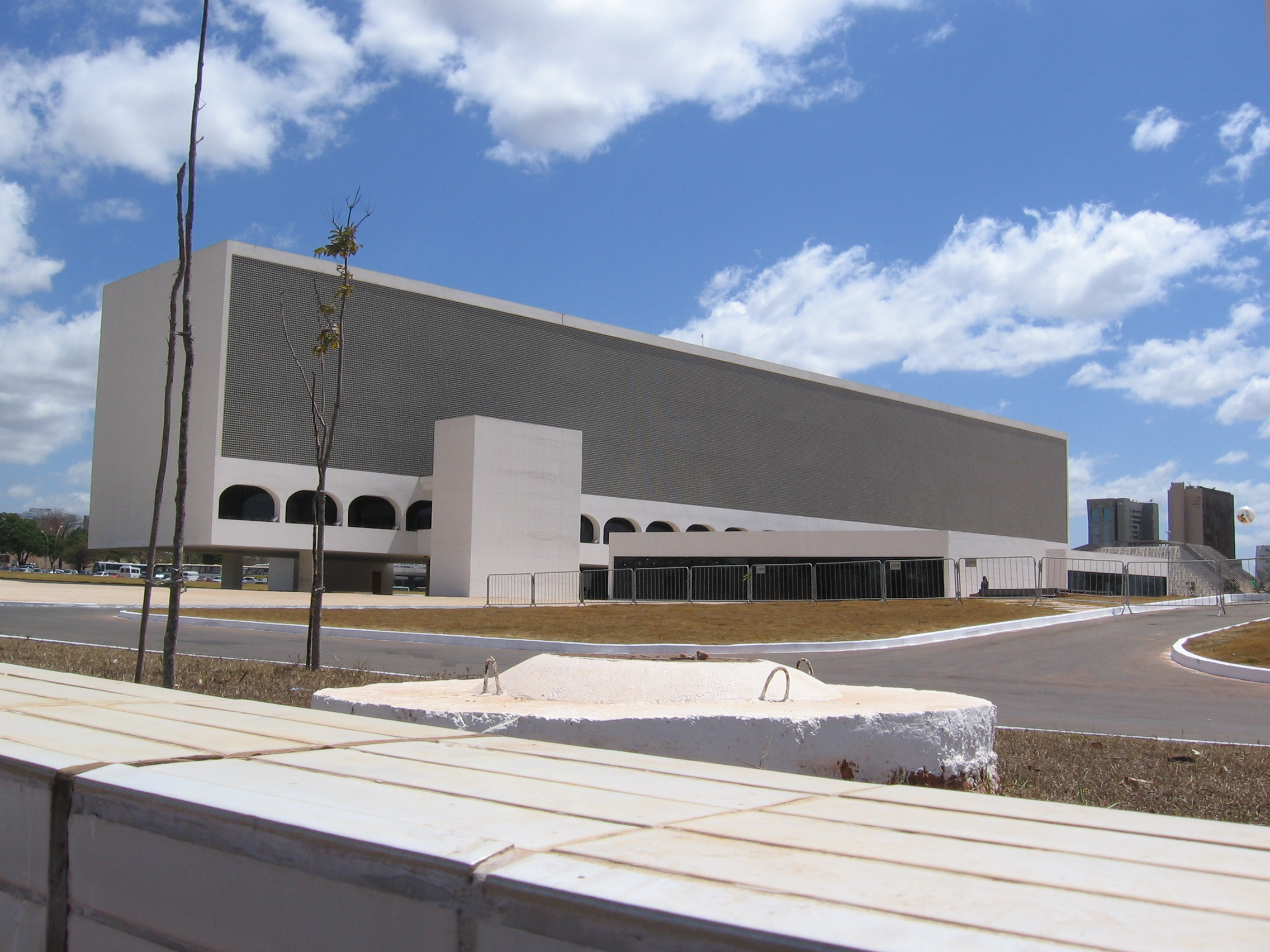
Biblioteca Nacional.

El complejo está conformado por el Museo Nacional Honestino Guimarães y por la Biblioteca Nacional Leonel de Moura Brizola. Su área es de 91,8 mil metros cuadrados.

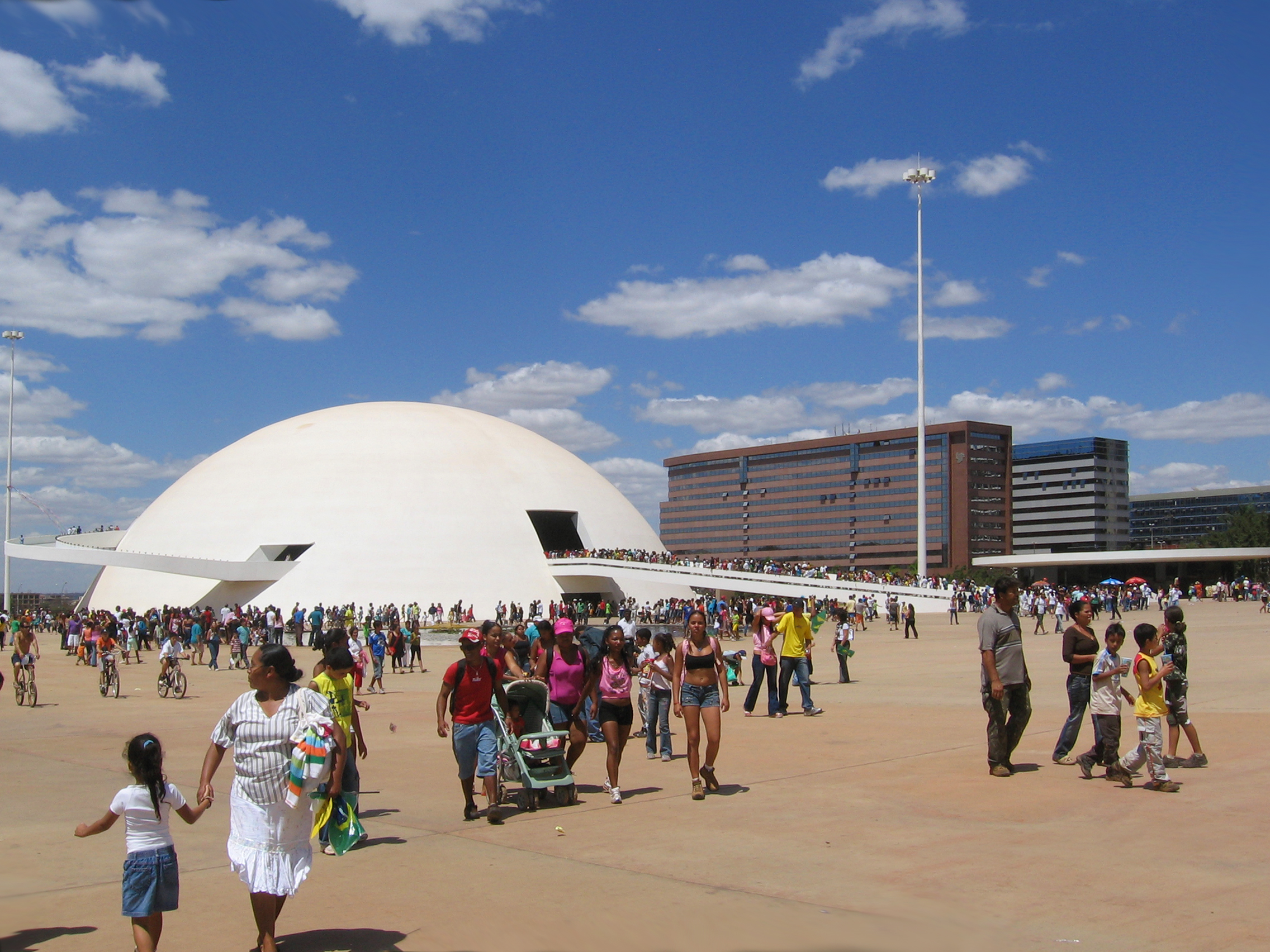
Museo Nacional Honestino Guimarães.

Contará, además de los edificios ya inaugurados, con una sala para sinfónica, una ópera, un auditorio para música de cámara, así como posiblemente otros dos edificios destinados a representaciones y otras actividades culturales, como exposiciones y eventos ligados al arte.

## Galería

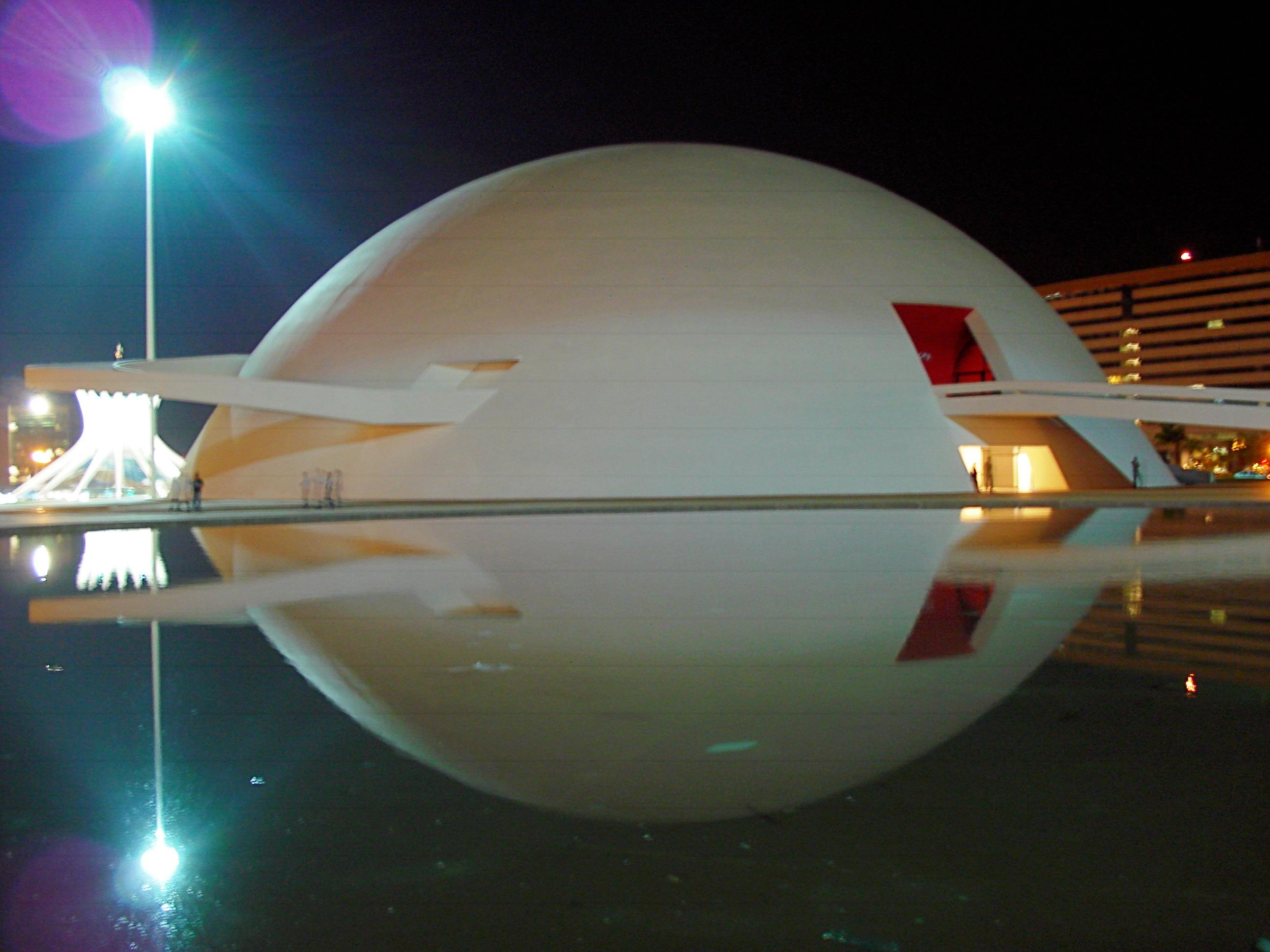
Exterior del museo de noche.
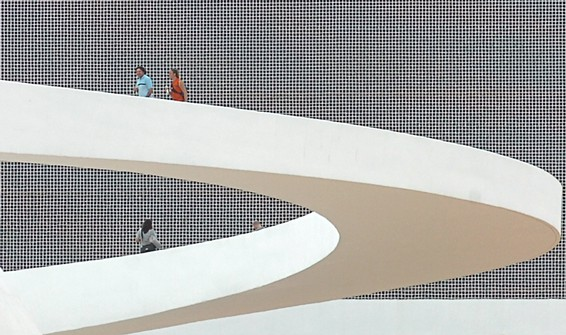
Rampa exterior.
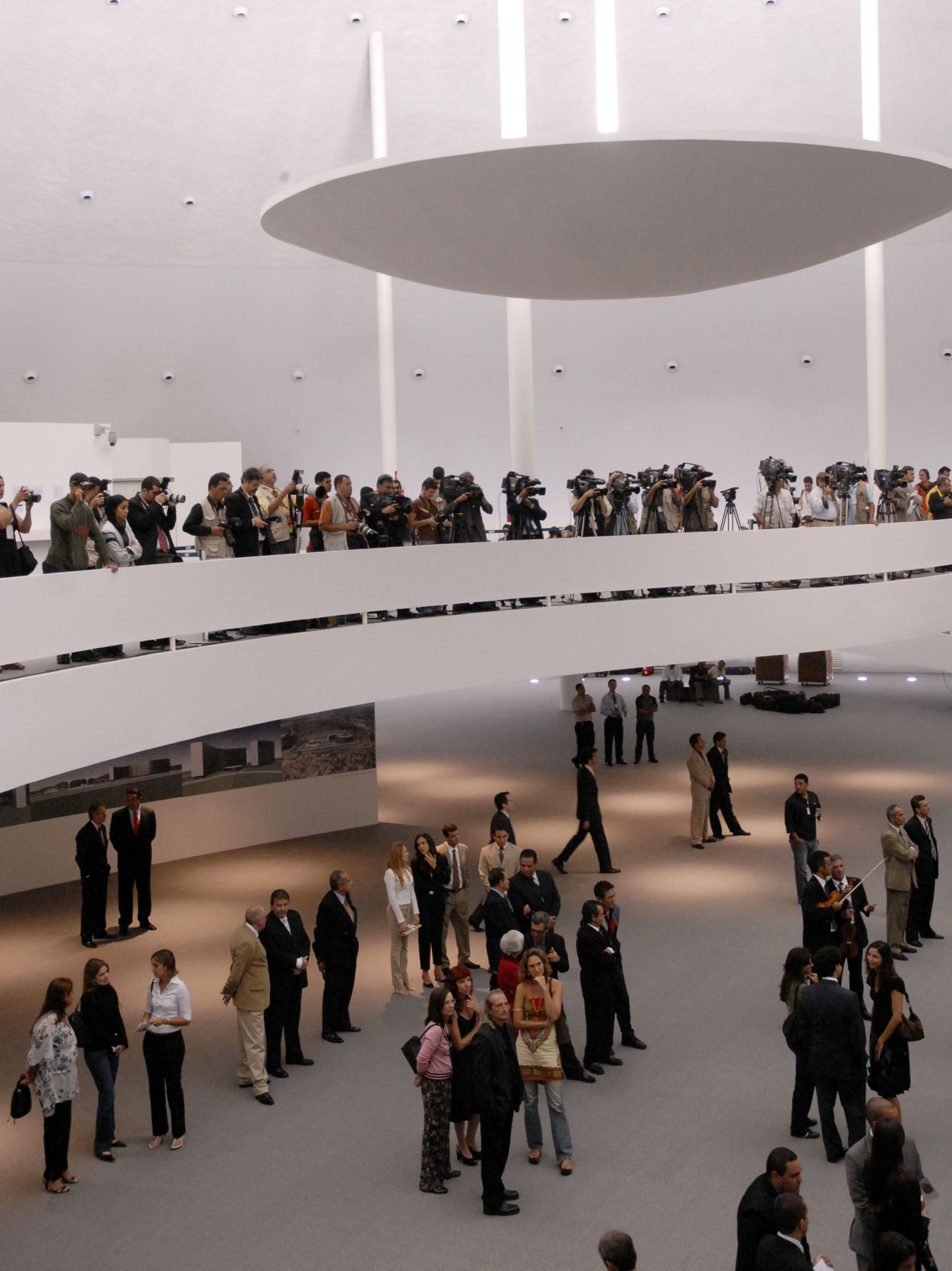
Interior del museo.